# شو شيلين
شو شيلين (بالصينية: 徐诗霖) مواليد 10 يناير 1998 في الصين، هي لاعبة كرة مضرب صينية وتحتل حالياً المرتبة 285 (21 مارس 2016) في تصنيف رابطة محترفات كرة المضرب. أعلى تصنيف لها في الفردي كان 285. أعلى تصنيف لها في الزوجي كان 199.

## النهائيات

### الفردي (2–1)
| الحصيلة | الرقم | التاريخ        | الدورة    | الأرضية | المنافس     | النتيجة       |
| ------- | ----- | -------------- | --------- | ------- | ----------- | ------------- |
| الفوز   | 1.    | 9 ديسمبر 2013  | هونغ كونغ | صلبة    | تشاو دي     | 6–0, 6–3      |
| الفوز   | 2.    | 16 ديسمبر 2013 | هونغ كونغ | صلبة    | تانغ هوتشين | 6–1, 6–4      |
| الوصافة | 1.    | 27 يوليو 2015  | هونغ كونغ | صلبة    | لي سو را    | 4–6, 6–4, 2–6 |

### الزوجي (2–1)
| الحصيلة | الرقم | التاريخ        | الدورة          | الأرضية | الشريك      | المنافس                            | النتيجة               |
| ------- | ----- | -------------- | --------------- | ------- | ----------- | ---------------------------------- | --------------------- |
| الفوز   | 1.    | 9 سبتمبر 2013  | سانيا، الصين    | صلبة    | صن زيو      | يانغ زهاوكسوان تشاو ييجنج          | 6–7(5–7), 6–3, [10–3] |
| الوصافة | 1.    | 3 مارس 2014    | تشوانتشو، الصين | صلبة    | صن زيو      | تشان تشين وي شو يفيان              | 6–7(4–7), 1–6         |
| الفوز   | 2.    | 28 سبتمبر 2015 | زوهاي، الصين    | صلبة    | يو إكسياودي | إيرينا خروماتشيفا إميلي ويبلي سميث | 3–6, 6–2, [10–4]      |

## الميداليات
| الميدالية | المسابقة                              |
| --------- | ------------------------------------- |
| ذهبية     | الألعاب الأولمبية الصيفية للشباب 2014 |

## روابط خارجية
- شو شيلين على موقع رابطة محترفات التنس (الإنجليزية)
- شو شيلين على موقع الاتحاد الدولي لكرة المضرب (الإنجليزية)
- شو شيلين على موقع خلاصة التنس.كوم (الإنجليزية)
- شو شيلين على موقع أوليمبيديا (الإنجليزية)